# Patrick Bonner
Pour les articles homonymes, voir Bonner.
Pat Bonner (surnommé Packie Bonner), né le 24 mai 1960 à Donegal (Irlande), est un ancien footballeur international irlandais, qui évoluait au poste de gardien de but.
Il est connu pour sa fidélité au Celtic Glasgow, club de la diaspora irlandaise, sous le maillot duquel il disputa 642 matchs en 17 saisons, et pour son rôle déterminant lors de la coupe du monde de 1990, où il arrête un tir au but qui qualifie l'équipe d'Irlande en quart de finale de la compétition.

## Carrière

### En club
Patrick Bonner arrive à 15 ans dans le club anglais de Leicester City, où il est formé et dispute la FA Youth Cup. Il y est remarqué par les observateurs du Celtic Glasgow (encore entraîné par Jock Stein), qui le font signer le 14 mai 1978, avant qu'il n'ait pu jouer en équipe première à Leicester.
Devenu titulaire du poste lors de la saison 1980-1981, celui qu'on surnomme Packie Bonner remporte avec les Bhoyz le championnat d'Écosse à cinq reprises (en 1979, 1981, 1982, 1986 et 1988), la coupe d'Écosse quatre fois (en 1980, 1988, 1989 et 1995) et la coupe de la ligue écossaise (en 1983).
De 1980 à 1995, il est le titulaire du poste (sauf au cours de la saison 1991-1992 où il est brièvement poussé sur le banc par Gordon Marshall), ce qui lui permet d'être un des cinq joueurs à compter le plus de capes pour le Celtic, avec 642 matchs dont 483 en championnat,.
En 1994, l'entraîneur du Celtic Lou Macari décide de ne pas reconduire son contrat. Bonner, qui dispute la coupe du monde aux États-Unis sans contrat, se résout à rejoindre son ami Tommy Burns, entraîneur de Kilmarnock. Avant le début de saison, ce dernier est cependant débauché par le Celtic et Bonner prolonge finalement son contrat. La saison 1994-1995 est cependant sa dernière comme joueur, son dernier match étant la finale de la coupe remportée en fin de saison sur Airdrie.

### En équipe nationale
Bonner fait ses débuts en équipe nationale d'Irlande le 24 mai 1981, face à la Pologne à Bydgoszcz. Il encaisse un but dès la 2e minute et les Irlandais s'inclinent 3-0. Il reste quelques années dans l'ombre de Seamus McDonagh (en) avant de devenir le titulaire du poste à l'arrivée du sélectionneur Jack Charlton, en 1986. Pendant les neuf ans de son mandat, marqués notamment par les deux premières participations de l'Irlande à des coupes du monde, Charlton va conserver sa confiance à Bonner.
Bonner représente l'Irlande pour trois tournois majeurs : l'Euro 1988 et les coupes du monde de 1990 et 1994. A l'Euro 88, il est l'une des satisfactions irlandaises de l'Euro notamment lors du 1er match où il arrêta toutes les tentatives anglaises pour préserver le score de 1-0 (but de Ray Houghton à la 6e minute), il permit à l'Irlande de préserver le nul 1-1 face aux soviétiques mais ne put rien faire sur le but de Wim Kieft face aux Pays-Bas, but qui élimine l'Irlande de l'Euro alors qu'un 0-0 pouvait suffire aux Irlandais pour aller en demi-finales. En 1990, l'Irlande parvient à s'extraire de la phase de poule en obtenant trois matchs nuls (face à l'Angleterre, à l'Égypte et aux Pays-Bas). En huitième de finale, l'Irlande et la Roumanie ne parviennent pas à se départager, et c'est aux tirs au but que se fait la décision. Bonner devient un véritable héros national en arrêtant le cinquième tir roumain, de Daniel Timofte, qualifiant ainsi son pays pour les quarts, pour leur première participation à une coupe du monde. Les Irlandais sont finalement éliminés par l'Italie au tour suivant, Bonner s'inclinant sur un tir de Salvatore Schillaci.
Quatre ans plus tard, l'Irlande se qualifie de nouveau pour les huitièmes de finale de la coupe du monde, en prenant notamment sa revanche sur l'Italie, au Giants Stadium de New-York. Face aux Pays-Bas, Bonner encaisse rapidement un but de Dennis Bergkamp avant de faire une grosse faute de main sur une frappe de Wim Jonk, qui douche les derniers espoirs irlandais.
Bonner achève sa carrière peu après. Avec 80 sélections, il est le gardien de but le plus capé de l'histoire du football irlandais.

### Reconversion
À la suite de sa retraite sportive en 1995, Packie Bonner intègre l'équipe dirigeante du Celtic auprès de Tommy Burns, jusqu'au limogeage de ce dernier en 1997. En 1998, il le rejoint à Reading, où ils restent un peu plus d'une saison.
En février 2003, après avoir été entraîneur des gardiens de but de l'équipe nationale d'Irlande, il devient directeur technique de la Fédération d'Irlande de football (FAI) avec le soutien du sélectionneur national Brian Kerr.
Par ailleurs, il est consultant pour TV3 Ireland.

## Parcours
- 1975-1978 : Leicester City  Angleterre
- 1978-1995 : Celtic Glasgow  Écosse

## Palmarès

### En Club
- Champion d'Écosse en 1979, 1981, 1982, 1986 et  en 1988 avec le Celtic de Glasgow
- Vainqueur de la Coupe d'Écosse en 1980, 1988, 1989 et en 1995 avec le Celtic de Glasgow
- Vainqueur de la Coupe de la Ligue en 1983 avec le Celtic de Glasgow

### EnÉquipe d'Irlande
- 80 sélections entre 1981 et 1996
- Participation au Championnat d'Europe des Nations en 1988 (Premier Tour)
- Participation à la Coupe du monde en 1990 (1/4 de finaliste) et en 1994 (1/8 de finaliste)

## Sources
- (en) Stephen McGarrigle, The Complete who's who of Irish international football : 1945-1996, Edimbourg, Mainstream Publishing, octobre 1996, 237 p. (ISBN 1-85158-894-9), p. 21-22